# Сирацую (эсминец, 1936)
Сирацую (яп. 白露, «Белая роса») — японский эскадренный миноносец времён Второй Мировой войны. Головной корабль одноимённой серии эсминцев.

## Строительство
Заказан вместе с 5 однотипными единицами в 1931 году. Корпус корабля был заложен 14 ноября 1933 года на верфи морского арсенала в Сасэбо.
Спущен на воду 5 апреля 1935 года, вошёл в строй 20 августа 1936 года.

## История службы
На момент вступления Японии в войну «Сирацую» входил в состав 27-го дивизиона эсминцев (вместе с «Сигурэ», «Ариакэ» и «Югурэ»).
В апреле 1942 года 27-й дивизион был придан авианосному соединению адмирала Такаги («Сёкаку» и «Дзуйкаку»), и в его составе 7-8 мая принял участие в сражении в Коралловом море.
4—6 июня 27-й дивизион находился у Мидуэя в составе 1-го флота, но непосредственного участия в Мидуэйском сражении не принял.

### Битва за Гуадалканал
9—12 сентября дивизион перешёл к островам Санта-Крус и провёл обстрел базы американских гидропланов на острове Нендо. До десятых чисел октября участвовал в патрулировании района и эскортировании судов. 25 октября «Сирацую» совместно с «Сигурэ» и «Ариакэ» потопил буксир USS Seminole и повредил минный заградитель USS Zane.
В начале ноября были проведены три транспорта до Гуадалканала. В ходе сражения у Гуадалканала «Сирацую» вместе с «Сигурэ» и «Ариакэ» входил в состав соединения под командованием недавно повышенного в звании вице-адмирала Хироаки Абэ, флагманом которого был Хиэй, обеспечивал его противовоздушную оборону. Он и ещё два миноносца (Сигурэ и Югурэ) должны были прикрывать тылы у островов Рассела в то время, как эскадра Абэ войдёт в пролив Силарк к северу от Гуадалканала для бомбардировки аэродрома Хендерсон-Филд. В почти полной темноте два соединения артиллерийских кораблей ещё до открытия огня смешались и корабли оказались в непосредственной близости друг от друга. В результате боя линкоры Абэ затопили либо серьёзно повредили все корабли кроме одного крейсера и одного эсминца соединения Каллагана. Каллаган и Скотт погибли. Два японских эсминца затонули, ещё один эсминец и Хиэй получили тяжёлые повреждения. Несмотря на разгром сил Каллагана, Абэ приказал своим кораблям отступить без бомбардировки Хендерсон-Филд. «Хиэй» затонул позже днём после нескольких атак самолётов с аэродрома Хендерсон-Филд и авианосца Энтерпрайз. После окончания сражения «Сирацую» участвовал в спасении экипажа потопленного линкора «Хиэй».
24 ноября, в ходе сопровождения группы транспортов до порта Лаэ, «Сирацую» был атакован американской авиацией, однако уцелел и принял на борт экипаж потопленного «Хаясио». Однако уже 29-го в ходе проводки следующего конвоя получил серьёзные повреждения от близких разрывов авиабомб, и по возвращении в Рабаул встал на ремонт, который окончательно был завершён только в июле 1943 года в Сасэбо. До начала ноября участвовал в сопровождении конвоев и войсковых транспортов.

### Сражение в заливе Императрицы Августы
1 ноября 1943 года 3-я дивизия морской пехоты США высадилась у мыса Торокина в заливе Императрицы Августы. В ответ японцы отправили авиацию из Рабаула и выслали мощную эскадру под командованием Сэнтаро Омори, в которую Сирацую вошел вместе с эсминцами Сигурэ, Самидарэ, Наганами, Хацукадзэ и Вакацуки. Американские боевые корабли обнаружили японскую эскадру на радаре в 02:30 2 ноября 1943 года и адмирал Аарон Меррилл отправил свои эсминцы вперёд для торпедной атаки, после чего его крейсера должны были открыть огонь с безопасной дистанции. Эсминцы были обнаружены японцами, которые избежали торпедных попаданий, но противоторпедные манёвры разрушили их строй.
Около 02:50 американские крейсера открыли огонь. Эсминец Самидарэ выпустил торпедный залп, но при выполнении манёвра столкнулся с Сирацую. Японским кораблям не хватало радара, и они испытывали значительные трудности в обнаружении американских крейсеров, но в 03:13 они всё же обнаружили их и открыли огонь. Меррилл развернулся под покровом дыма и отошёл, и Омори, полагавший, что затопил тяжёлый крейсер, решил, что он сделал достаточно и отвернул на восток. После возвращения японских кораблей в Рабаул они вошли в состав соединения, где уже было четыре тяжёлых крейсера и эсминцы с Трука, которое было отправлено против десантных сил Союзников, высадившихся на Бугенвиль. Однако 5 ноября два американских авианосца совершили рейд на Рабаул, во время которого четыре крейсера были тяжело повреждены, и соединение было вынуждено вернуться на Трук, и на этом угроза высадке Союзников на Бугенвиле со стороны японского флота была снята.
Таким образом в ходе сражения в бухте Императрицы Августы 2 ноября «Сирацую» был повреждён при столкновении с «Самидарэ» и американской авиацией (4 убитых, 2 раненых), особого влияния на артиллерийский бой не оказав. 12—17 ноября сопроводил «Мёко» и «Хагуро» в Сасэбо и стал там на ремонт, продлившийся до двадцатых чисел декабря. В ходе него вторая 127-мм артустановка была демонтирована, а на её месте размещена батарея из двух строенных 25-мм зенитных автоматов. До начала февраля 1944 года проводил конвои от Йокосуки до Трука и обратно, 31 января принял выживших с торпедированного транспорта «Ясукуни-Мару».

### Гибель
14 июня 1944 года «Сирацую» вышел из Давао вместе с очередным конвоем. В ночь на 15 июня сигнальщики эсминца заметили быстро приближающийся фосфоресцирующий след, принятый за торпеду, и командир (капитан 3 ранга Куро Мацуда) принял решение сделать резкий разворот, выводя корабль на встречный курс с грузовыми судами, и при этом увеличить ход. Всё это привело к тому, что «Сирацую» был протаранен танкером «Сэйё-Мару», форштевень которого с лёгкостью пропорол небронированный борт. Когда дифферент на корму достиг критического, на палубе начали рваться размещённые на ней глубинные бомбы, что послужило основной причиной больших людских потерь — всего на эсминце погибло 104 члена его экипажа, включая командира. Это произошло в 170 км юго-восточнее пролива Суригао в точке с координатами 09°09′ с. ш. 126°51′ в. д..
10 августа 1944 года «Сирацую» был исключён из списков флота.
| Период                               | Состав конвоя | Направление                                        |
| ------------------------------------ | --- | -------------------------------------------------- |
| январь-февраль 1942 года             | вместе с «Сигурэ» проводка авианосца «Дзуйхо»                                                                                 | порт Давао на Филиппинах                           |
| вторая половина мая 1942             | совместно с «Сигурэ» и «Ариакэ» сопровождал тяжёлые крейсера «Мёко» и «Хагуро»                                                | похода от Куре до Науру, Трука и обратно           |
| 18—21 августа 1942                   | в составе 27-й дивизиона сопровождал войсковые транспорты                                                                     | атолл Макин                                        |
| с 22 августа до начала сентября 1942 | эскорт конвоев | Маршалловы острова.                                |
| 12 октября 1942                      | совместно с «Сигурэ» и «Югурэ» сопровождал гидроавианосцы «Ниссин» и «Титосэ» после доставки ими грузов для сухопутных войск. |                                                    |
| 31 июля — 16 августа 1943            | совместн с «Акэбоно» и «Усио» проводка эскортного авианосца «Унъё»                                                            | от Йокосуки до Трука и обратно.                    |
| 26 августа — 2 сентября 1943         | совместно с «Акэбоно», «Новаки» и «Майкадзэ» проводка авианосца «Унъё»                                                        | до Трука.                                          |
| 13-16 октября 1943                   | совместно с «Сигурэ» и «Акидзуки» проводка крупного конвойя                                                                   | от Шортлэндских островов до Гуадалканала и обратно |
| 24 декабря 1943 — 5 января 1944 года | сопровождение тяжёлых крейсеров «Мёко», «Хагуро» и «Тонэ»                                                                     | до Трука, и оттуда-до Кавиенга на Новой Гвинее.    |
| 10—15 февраля 1944                   | совместно с «Митисио» и «Таманами» эскортировал лёгкий крейсер «Оёдо» и линкор «Мусаси»                                       | из Трука в Йокосуку                                |
| 24—29 февраля 1944                   | линкор «Мусаси» | обратно на Трук                                    |
| 9—24 марта 1944                      | конвой из тяжёлых крейсеров «Мёко», «Хагуро» и танкеров                                                                       | из Палау в Баликпапан.                             |
| 29 марта — 3 апреля 1944             | «Мусаси» | из Палау в Куре.                                   |
| В мае—июне 1944                      | сопровождение транспортов | на Филиппины                                       |

## Командиры
- 15.5.1935 — 1.12.1936 капитан 3 ранга (сёса) Ёсисигэ Амая (яп. 天谷嘉重);
- 1.12.1936 — 1.12.1937 капитан 3 ранга (сёса) Токудзиро Фукуока (яп. 福岡徳治郎);
- 1.12.1937 — 2.8.1938 капитан 3 ранга (сёса) Тамоцу Тании (яп. 谷井保);
- 2.8.1938 — 1.4.1939 капитан 3 ранга (сёса) Мотой Кацуми (яп. 勝見基);
- 1.4.1939 — 15.11.1939 капитан 3 ранга (сёса) Кодзи Такэхиро (яп. 竹大孝志);
- 15.11.1939 — 15.10.1940 капитан 3 ранга (сёса) Ясуацу Судзуки (яп. 鈴木保厚);
- 15.10.1940 — 25.4.1942 капитан 3 ранга (сёса) Нагахидэ Сугитани (яп. 杉谷永秀);
- 25.4.1942 — 14.9.1943 капитан 3 ранга (сёса) Канэмацу Хасимото (яп. 橋本金松);
- 14.9.1943 — 15.6.1944 капитан 3 ранга (сёса) Куро Мацуда (яп. 松田九郎).